# 切萨雷·皮纳雷洛
切萨雷·皮纳雷洛（義大利語：Cesare Pinarello，1932年10月5日—2012年8月2日），意大利男子自行车运动员。他曾代表意大利参加1952年和1956年夏季奥林匹克运动会自行车比赛，获得二枚铜牌。